# Сома-Бей
Сома-Бей (араб. سوما باي‎) — курортный район на побережье Красного моря Египта, расположенный на полуострове Абу Сома. Сома-Бей находится в 40 км от международного аэропорта Хургады и в четырёх часах авиаперелета от центральной части Европы.
Северную и восточную стороны Сома-Бей окаймляют рифы, окруженные подводной флорой и фауной. Рядом с Сома-Бей нет населенных пунктов, только отели, магазины, бары, рестораны и прочая туристическая инфраструктура в окружении пустыни, гор и моря. Вдоль южного и западного берега полуострова Абу Сома простираются пляжи с белым песком, северную и восточную сторону окружают рифы, где подводный мир и прозрачная вода создают подходящие условия для дайвинга.